# 機甲戰記威龍
《機甲戰記龍騎兵》（日语：機甲戦記ドラグナー），是日昇在1987年至1988年制作的電視機器人動畫，「威龍」也同名的主角擬真系機器人名稱，本編首先是由名古屋電視台播放，全48話。

## 制作背景概要
在《機動戰士GUNDAMZZ》制作完成後，日昇動畫和名古屋電視台決定在同時段，推出一部有和《機動戰士GUNDAM》相似背景和機器設定的機器人動畫，但監督不再是富野由悠季，也不使用該片一些獨特的設定（如新人類等），拍成一部極為寫實主義硬科幻電視動畫。

## 故事
在公元（西曆）2087年，地球和宇宙正被戰火包圍著，提倡了人類再生的「基格諾斯帝國」（ギガノス帝国），在月球成立了軍事獨裁政權向地球聯邦發動了征服世界的戰爭。
在宇宙殖民地亞路卡亞居住的三個少年：健、萊特、達普，偶然得到了地球聯邦軍從基格諾斯中，盜取秘密開發的機甲戰士（Metal Armor）「龍騎兵」起動用磁碟而登錄成為其駕駛員。
因為盜取龍騎兵引起了基格諾斯使用熔岩炮破壞殖民衛星，三人便開始和基格諾斯抗爭到底，並在旅途中遇上了開發機甲戰士的普拉托博士、他的子女馬約和琳達，會否令整個宇宙和地球局勢扭轉？

## 主要人物

### 地球方面
若葉健（聲優：菊池正美）
第一男主角和威龍1型（D-1）的駕駛者，地球高官的獨子，日本裔熱血正義的十六歲少年。
達普·歐瑟亞諾（聲優：大塚芳忠）
威龍2型（D-2）的駕駛者，三位主角中唯一平民出身的，美國籍黑人，愛好音樂的十六歲少年。
萊特·紐曼（聲優：堀内賢雄）
威龍3型（D-3）的駕駛者，和健同為權貴之子，英國裔的十七歲金髮少年紳士。
琳達·普拉托（聲優：藤井佳代子）
女主角。蘇維埃聯邦（現在的俄羅斯聯邦）出身。父親是威龍的開發者蘭克·普拉托，其兄是原基格諾斯帝國軍的王牌駕駛員馬約·普拉托。本作的女主角，金髮美少女。
蘿絲·帕提頓（聲優：平松晶子）
和健等同行逃難的少女，後來加入聯邦軍。
戴安·蘭斯（聲優：勝生真沙子）
地球聯邦軍情報部所屬，階級是少尉。後來到達重慶後離開主角一行人。戰爭結束後和軍曹結婚。
蘭克·普拉托（聲優：千葉耕市）
被基格諾斯傳出了死訊，實際逃到地球的前基格諾斯軍事科學家，協助聯邦軍量產威龍。
貝·魯尼（聲優：島香裕）
大個子的聯邦軍士官，軍階為中士，是起初教育健等人的導師。

### 基格諾斯方面
馬約·普拉托（聲優：小杉十郎太）
號稱「基格諾斯蒼鷹」（ギガノスの蒼き鷹）的王牌駕駛員，蘭克·普拉托的長子。
其他譯名：麥約
基爾托爾（聲優：大木正司）
前地球某國的元帥，基格諾斯帝國的創立人。
蜜（聲優：島津冴子）
基格諾斯在地球駐軍研究所工廠的護衛大隊長，軍階為上尉，古恩·詹姆（グン・ジェム）上校的直屬部下四天王之一，是個體型高大的美女王牌駕駛員。

## 機器設定
和機動戰士GUNDAM很多相似的地方，主要因為都是同一公司手筆。
- 機甲戰士（Metal Armor、MA），外觀和機動戰士（Moblie Suit、MS）相似的戰鬥用有人駕駛巨大機器人，一般十七至十八米高，是由普通的工業機器人經普拉托博士改良成軍用的新武器。
  - 龍騎兵系列（ドラグナー、Dragonar），是基格諾斯首次使用有限人工智慧控制的類型，可以由新兵駕駛的高性能MA，分為健的主力機型D-1（龍騎兵1型），達普駕駛的火力支援的用D-2（龍騎兵2型），萊特用的電子作戰用D-3（龍騎兵3型），量產型「青龍」四種。
  - 龍騎兵同系列的新型MA有機器本體性能相似的「科洛京」（ファルゲン）（馬約的愛機）和「極虎」（ゲルフ）〔馬約部下布勒迪士隊（プラクティーズ）的機體〕，但都因為是手動駕駛較難控制。
  - 基格諾沙力（ギルガザムネ）：基格諾斯以其國號命名，約二十八米高的巨大MA，有似古代日本武士盔甲的外觀，本編唯一使用心靈感應控制的高性能機器人，也是本編最強的機器人。
- 熔岩炮：在月球上的巨大軌道炮，本來是用作把巨大礦石打出月球軌道建造宇宙殖民地的質量投射器，被基格諾斯佔領後變成了對地球的最大威脅。
- 宇宙機動要塞：基格諾斯建造的一個能自行改變軌道，並有強大火力和裝甲的宇宙殖民地，最大的特色是用心靈感應控制，而能夠在瞬間消滅一支地球宇宙戰艦艦隊。
- 鐵騎兵（鉄騎兵）：基格諾斯的巨大電單車，安裝有各種武器能夠在平地上快速移動。

## 各話一覽
| 放送日         | 話數 | 標題 | 脚本       | 分鏡         | 演出              | 作畫監督                          |
| -------------- | ---- | ---- | ---------- | ------------ | ----------------- | --------------------------------- |
| 1987年2月7日   | 1    |      | 五武冬史   | 横山裕一朗   | 篠幸裕            | 遠藤裕一                          |
| 1987年2月14日  | 2    |      | 星山博之   | 鹿島典夫     | 鹿島典夫 日高政光 | 中村旭良                          |
| 1987年2月21日  | 3    |      | 松崎健一   | 谷田部勝義   | 福田滿夫          | 山田政妃                          |
| 1987年2月28日  | 4    |      | 五武冬史   | 濱津守       | 濱津守            | 服部憲知                          |
| 1987年3月7日   | 5    |      | 星山博之   | 高松信司     | 棚澤隆            | 松本清                            |
| 1987年3月14日  | 6    |      | 松崎健一   | 菊池一仁     | 篠幸裕            | 遠藤裕一                          |
| 1987年3月21日  | 7    |      | 五武冬史   | 山崎和男     | 日高政光          | 中村旭良                          |
| 1987年3月28日  | 8    |      | 星山博之   | 鹿島典夫     | 福田滿夫          | 山田政妃                          |
| 1987年4月11日  | 9    |      | 平野靖士   | 川瀨敏文     | 棚澤隆            | 松本清                            |
| 1987年4月18日  | 10   |      | 星山博之   | 高松信司     | 杉島邦久          | 服部憲知                          |
| 1987年4月25日  | 11   |      | 松崎健一   | 瀧澤敏文     | 篠幸裕            | 遠藤裕一                          |
| 1987年5月2日   | 12   |      | 平野靖士   | ふくだみつお | 福田滿夫          | 山田政妃                          |
| 1987年5月9日   | 13   |      | 五武冬史   | 菊池一仁     | 日高政光          | 中村旭良                          |
| 1987年5月23日  | 14   |      | 星山博之   | 杉島邦久     | 杉島邦久          | 服部憲知                          |
| 1987年5月30日  | 15   |      | 松崎健一   | 井內秀治     | 棚澤隆            | 大森英敏                          |
| 1987年6月6日   | 16   |      | 星山博之   | 篠幸裕       | 篠幸裕            | 遠藤裕一                          |
| 1987年6月13日  | 17   |      | 五武冬史   | ふくだみつお | 福田滿夫          | 八幡正                            |
| 1987年6月20日  | 18   |      | 松崎健一   | 杉島邦久     | 杉島邦久          | 山田政妃                          |
| 1987年6月27日  | 19   |      | 星山博之   | 瀧澤敏文     | 日高政光          | 中村旭良                          |
| 1987年7月4日   | 20   |      | 奇數和十八 | 篠幸裕       | 篠幸裕            | 服部憲知                          |
| 1987年7月11日  | 21   |      | 鎌田秀美   | 井內秀治     | 關田修            | 大森英敏                          |
| 1987年7月18日  | 22   |      | 平野靖士   | ふくだみつお | 福田滿夫          | 遠藤裕一                          |
| 1987年7月25日  | 23   |      | 五武冬史   | 谷田部勝義   | 杉島邦久          | 八幡正                            |
| 1987年8月1日   | 24   |      | 奇數和十八 | 井內秀治     | 日高政光          | 山田政妃                          |
| 1987年8月8日   | 25   |      | 松崎健一   | 川瀨敏文     | 篠幸裕            | 中村旭良                          |
| 1987年8月15日  | 26   |      | 星山博之   | 谷田部勝義   | 關田修            | 服部憲知                          |
| 1987年8月22日  | 27   |      | 五武冬史   | 網野哲郎     | 日高政光          | 中村旭良                          |
| 1987年8月29日  | 28   |      | 五武冬史   | ふくだみつお | 福田滿夫          | 八幡正                            |
| 1987年9月5日   | 29   |      | 奇數和十八 | 杉島邦久     | 杉島邦久          | 大森英敏                          |
| 1987年9月12日  | 30   |      | 松崎健一   | 井內秀治     | 關田修            | 遠藤裕一                          |
| 1987年9月19日  | 31   |      | 星山博之   | 篠幸裕       | 篠幸裕            | 山田政妃                          |
| 1987年9月26日  | 32   |      | 平野靖士   | ふくだみつお | 福田滿夫          | 服部憲知                          |
| 1987年10月3日  | 33   |      | 奇數和十八 | 井內秀治     | 日高政光          | 中村旭良                          |
| 1987年10月10日 | 34   |      | 松崎健一   | 谷田部勝義   | 關田修            | 大森英敏                          |
| 1987年10月17日 | 35   |      | 五武冬史   | 杉島邦久     | 杉島邦久          | 遠藤裕一                          |
| 1987年10月24日 | 36   |      | 星山博之   | 篠幸裕       | 篠幸裕            | 山田政妃                          |
| 1987年11月7日  | 37   |      | 奇數和十八 | 日高政光     | 日高政光          | 中村旭良                          |
| 1987年11月14日 | 38   |      | 松崎健一   | ふくだみつお | 福田滿夫          | 服部憲知                          |
| 1987年11月21日 | 39   |      | 平野靖士   | 杉島邦久     | 棚澤隆            | 小田不二夫                        |
| 1987年11月28日 | 40   |      | 星山博之   | 井內秀治     | 關田修            | 遠藤裕一                          |
| 1987年12月5日  | 41   |      | 奇數和十八 | 篠幸裕       | 篠幸裕            | 中村旭良                          |
| 1987年12月12日 | 42   |      | 五武冬史   | 井內秀治     | 日高政光          | 菊池城二                          |
| 1987年12月19日 | 43   |      | 奇數和十八 | ふくだみつお | 福田滿夫          | 服部憲知                          |
| 1987年12月26日 | 44   |      | 松崎健一   | 井內秀治     | 關田修            | 山田政妃 佐藤英幸                 |
| 1988年1月9日   | 45   |      | 星山博之   | 井內秀治     | 篠幸裕            | 中村旭良                          |
| 1988年1月16日  | 46   |      | 五武冬史   | 横山裕一朗   | 棚澤隆            | 大貫健一（人物） 大張正己（機器） |
| 1988年1月23日  | 47   |      | 五武冬史   | 日高政光     | 日高政光          | 平田淳二                          |
| 1988年1月30日  | 48   |      | 五武冬史   | ふくだみつお | 福田滿夫          | 中村旭良                          |

## 評價和影響
本作品和《機動戰士GUNDAM》有很類似的故事和設定，但在故事世界層面無關的特異作品，對於在九十年代全新的，不再使用U.C.年號和不再由富野由悠季製作的GUNDAM系列作品有相當影響，如對人物作偶像劇式美化的描述，主角群不再是新人類而是傑出的普通人類，尤其對人物間的互動作了深刻和真實的描寫，並有很動聽的音樂和主題曲製造了氣氛。
儘管本作品有較高的收視率，但並未成為系列作，並且為八十年代日昇動畫，連續多部寫實機器人：《戰鬥裝甲Xabungle》、《太陽之牙》、《裝甲騎兵》、《機動戰士ZGUNDAM》、《機動戰士GUNDAMZZ》、《銀河漂流》等等一系列類似的電視動畫的最後作品，成為了寫實系機器人系列動畫的傳奇。
雖然本作品是早已完結的單一作品，但因為被收錄到電子遊戲《超級機器人大戰系列》之中，以及後來再度發行的正版影像軟體，所以仍是有相當知名度的動畫。
於2024年上映的《機動戰士GUNDAM SEED FREEDOM》也有借用本作品部分要素，例如本作登場的機甲戰士キャバリアー0型於該電影被用作MBF-02 Strike Rouge的附加裝備。

## 制作人員
- 制作：日昇動畫
- 原作：矢立肇
- 監督：神田武幸
- 人物設計：大貫健一
- 機器設定：大河原邦男
- 首播：名古屋電視台

## 主題曲

### 片頭曲
「夢色チェイサー」（第1話 - 第26話）
作詞 - 龍真知子 / 作曲 - 筒美京平 / 編曲 - 鷺巢詩郎 / 歌 - 鮎川麻彌
「スターライト・セレナーデ」（第27話 - 最終話）
作詞 - 森雪之丞 / 作曲 - 井上大輔 / 編曲 - 大谷和夫 / 歌 - 山瀬まみ

### 片尾曲
「イリュージョンをさがして」（第1話 - 第26話）
作詞 - 龍真知子 / 作曲 - 馬飼野康二 / 編曲 - 鷺巢詩郎 / 歌 - 鮎川麻彌
「Shiny Boy」（第27話 - 最終話）
作詞 - 森雪之丞 / 作曲 - 井上大輔 / 編曲 - 大谷和夫 / 歌 - 山瀬まみ